# Rajd Hiszpanii 2000

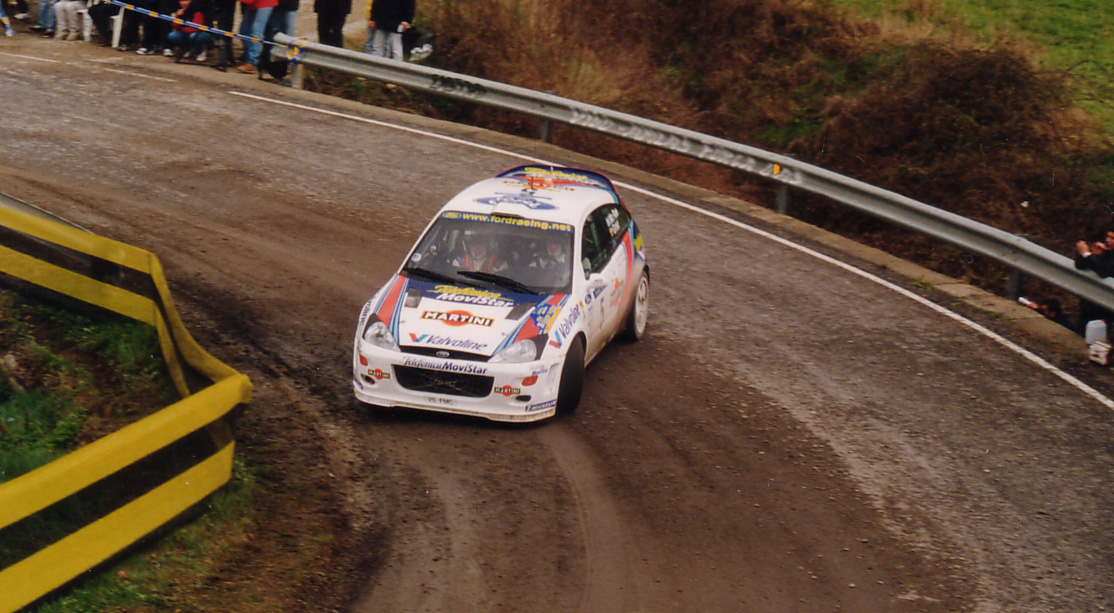
Colin McRae podczas rajdu

Rezultaty Rajdu Hiszpanii (36º Rallye Catalunya-Costa Brava (Rallye de España)), eliminacji Rajdowych Mistrzostw Świata w 2000 roku, który odbył się w dniach 31 marca - 2 kwietnia. Była to piąta runda czempionatu w tamtym roku i druga asfaltowa, a także piąta w Production World Rally Championship. Bazą rajdu było miasto Lloret de Mar. Zwycięzcami rajdu została brytyjska załoga Colin McRae i Nicky Grist jadący Fordem Focusem WRC. Wyprzedzili oni rodaków Richarda Burnsa i Roberta Reida w Subaru Imprezie WRC oraz Hiszpanów Carlosa Sainza i Luísa Moyę także w Fordzie Focusie WRC. Z kolei w Production WRC zwyciężyli Niemcy Uwe Nittel i Detlef Ruf w Mitsubishi Lancerze Evo VI.
Rajdu nie ukończyły cztery załogi fabryczne. Fin Juha Kankkunen w Subaru Imprezie WRC odpadł z rajdu na 11. oesie z powodu awarii samochodu. Jego rodak, Toni Gardemeister w Seacie Córdobie WRC, wycofał się 11. oesie na skutek wypadku. Na 14. odcinku specjalnym wypadek miał kierowca Škody Octavii WRC, Hiszpan Luís Climent. Odpadł także kierowca Hyundaia Accenta WRC, Brytyjczyk Alister McRae. Na 9. oesie doznał awarii silnika.

## Klasyfikacja ostateczna
| Miejsce                     | Zawodnik                  | Pilot                     | Samochód                     | Czas                      | Strata                    | Grupa                     | Punkty                    |
| WRC (pierwsza dziesiątka)   | WRC (pierwsza dziesiątka) | WRC (pierwsza dziesiątka) | WRC (pierwsza dziesiątka)    | WRC (pierwsza dziesiątka) | WRC (pierwsza dziesiątka) | WRC (pierwsza dziesiątka) | WRC (pierwsza dziesiątka) |
| --------------------------- | ------------------------- | ------------------------- | ---------------------------- | ------------------------- | ------------------------- | ------------------------- | ------------------------- |
| 1.                          | Colin McRae               | Nicky Grist               | Ford Focus WRC               | 4:07:13.0                 |                           | A8 M                      | 10                        |
| 2.                          | Richard Burns             | Robert Reid               | Subaru Impreza WRC           | 4:07:18.9                 | +5.9                      | A8 M                      | 6                         |
| 3.                          | Carlos Sainz              | Luís Moya                 | Ford Focus WRC               | 4:07:24.7                 | +11.7                     | A8 M                      | 4                         |
| 4.                          | Tommi Mäkinen             | Risto Mannisenmäki        | Mitsubishi Lancer Evo VI     | 4:09:04.7                 | +40.2                     | A8 M                      | 3                         |
| 5.                          | Marcus Grönholm           | Timo Rautiainen           | Peugeot 206 WRC              | 4:09:04.7                 | +1:51.7                   | A8                        | 2                         |
| 6.                          | Gilles Panizzi            | Hervé Panizzi             | Peugeot 206 WRC              | 4:09:23.9                 | +2:10.9                   | A8 M                      | 1                         |
| 7.                          | François Delecour         | Daniel Grataloup          | Peugeot 206 WRC              | 4:10:49.4                 | +3:36.4                   | A8 M                      |                           |
| 8.                          | Freddy Loix               | Sven Smeets               | Mitsubishi Carisma GT Evo VI | 4:11:25.5                 | +4:12.5                   | A8 M                      |                           |
| 9.                          | Andrea Navarra            | Simona Fedeli             | Toyota Corolla WRC           | 4:12:18.4                 | +5:05.4                   | A8                        |                           |
| 10.                         | Markko Märtin             | Michael Park              | Toyota Corolla WRC           | 4:12:42.0                 | +5:29.0                   | A8                        |                           |
| PWRC (punktujący zawodnicy) |                           |                           |                              |                           |                           |                           |                           |
| 1. (17.)                    | Uwe Nittel                | Detlef Ruf                | Mitsubishi Lancer Evo VI     | 4:26:10.7                 |                           | N4                        | 10                        |
| 2. (18.)                    | Gustavo Trelles           | Jorge del Buono           | Mitsubishi Lancer Evo VI     | 4:27:33.7                 | +1:23.0                   | N4                        | 6                         |
| 3. (19.)                    | Manfred Stohl             | Peter Müller              | Mitsubishi Lancer Evo VI     | 4:30:39.4                 | +4:28.7                   | N4                        | 4                         |
| 4. (20.)                    | Miguel Campos             | Carlos Magalhães          | Mitsubishi Carisma GT Evo VI | 4:31:06.6                 | +4:55.9                   | N4                        | 3                         |
| 5. (21.)                    | Claudio Menzi             | Edgardo Galindo           | Mitsubishi Lancer Evo VI     | 4:32:10.6                 | +5:59.9                   | N4                        | 2                         |
| 6. (22.)                    | Jani Paasonen             | Jakke Honkanen            | Mitsubishi Carisma GT Evo VI | 4:32:20.9                 | +6:10.2                   | N4                        | 1                         |

1. ↑  Litera M przy oznaczeniu grupy do której należy samochód oznacza, iż tylko ci kierowcy zdobywali punkty dla swoich zespołów liczonych w klasyfikacji producentów na koniec sezonu.

## Zwycięzcy odcinków specjalnych
| Dzień      | Odcinek | G. rozp. | Nazwa                    | Długość  | Zwycięzca       | Czas    | Lider rajdu   |
| ---------- | ------- | -------- | ------------------------ | -------- | --------------- | ------- | ------------- |
| 1 (31 MAR) | SS1     | 09:57    | La Trona 1               | 12.88 km | Richard Burns   | 9:07.3  | Richard Burns |
| 1 (31 MAR) | SS2     | 10:32    | Alpens - Les Llosses 1   | 21.99 km | Richard Burns   | 14:30.3 | Richard Burns |
| 1 (31 MAR) | SS3     | 11:30    | Coll de Santigosa 1      | 10.66 km | Carlos Sainz    | 7:07.6  | Richard Burns |
| 1 (31 MAR) | SS4     | 14:03    | La Trona 2               | 12.88 km | Richard Burns   | 9:31.5  | Richard Burns |
| 1 (31 MAR) | SS5     | 14:38    | Alpens - Les Llosses 2   | 21.99 km | Armin Schwarz   | 15:00.8 | Richard Burns |
| 1 (31 MAR) | SS6     | 15:36    | Coll de Santigosa 2      | 10.66 km | Colin McRae     | 7:08.6  | Richard Burns |
| 2 (1 KWI)  | SS7     | 08:28    | Gratallops - Escaladei 1 | 45.88 km | Colin McRae     | 29:00.2 | Colin McRae   |
| 2 (1 KWI)  | SS8     | 11:05    | La Riba 1                | 36.16 km | Tommi Mäkinen   | 22:36.4 | Colin McRae   |
| 2 (1 KWI)  | SS9     | 14:03    | Gratallops - Escaladei 2 | 45.88 km | Colin McRae     | 29:04.1 | Colin McRae   |
| 2 (1 KWI)  | SS10    | 16:54    | Coll Roig                | 17.57 km | Carlos Sainz    | 10:41.3 | Colin McRae   |
| 2 (1 KWI)  | SS11    | 17:45    | La Riba 2                | 36.16 km | Carlos Sainz    | 22:41.0 | Colin McRae   |
| 3 (2 KWI)  | SS12    | 08:18    | St Julia - Arbucies 1    | 36.85 km | Colin McRae     | 22:46.0 | Colin McRae   |
| 3 (2 KWI)  | SS13    | 10:11    | Coll de Bracons 1        | 18.34 km | Tommi Mäkinen   | 12:03.7 | Colin McRae   |
| 3 (2 KWI)  | SS14    | 12:13    | St Julia - Arbucies 2    | 36.85 km | Colin McRae     | 22:43.1 | Colin McRae   |
| 3 (2 KWI)  | SS15    | 14:06    | Coll de Bracons 1        | 18.34 km | Marcus Grönholm | 12:09.3 | Colin McRae   |

## Klasyfikacja po 5 rundach
Tabele przedstawiają tylko pięć pierwszych miejsc.

### Kierowcy
| Lp. | Kierowca        | Pkt |
| --- | --------------- | --- |
| 1   | Richard Burns   | 28  |
| 2   | Tommi Mäkinen   | 19  |
| 3   | Marcus Grönholm | 18  |
| 4   | Carlos Sainz    | 17  |
| 5   | Colin McRae     | 14  |

### Producenci
| Lp. | Producent                    | Pkt |
| --- | ---------------------------- | --- |
| 1   | Subaru World Rally Team      | 41  |
| 2   | Ford Motor Co                | 31  |
| 3   | Marlboro Mitsubishi Ralliart | 23  |
| 4   | Peugeot Esso                 | 23  |
| 5   | SEAT Sport                   | 7   |